# Eliphalet Wickes
Eliphalet Wickes (ur. 1 kwietnia 1769 w Huntington, zm. 7 czerwca 1850 w Troy) – amerykański polityk, członek Partii Demokratyczno-Republikańskiej.

## Działalność polityczna
W okresie od 4 marca 1805 do 3 marca 1807 przez jedną kadencję był przedstawicielem 1. okręgu wyborczego w stanie Nowy Jork w Izbie Reprezentantów Stanów Zjednoczonych.